# Tây du ký (phim truyền hình 2010)
Tây Du Ký phiên bản Chiết Giang do đài truyền hình Chiết Giang, Trung Quốc sản xuất, gồm 52 tập, khởi quay từ tháng 9-2008 đến tháng 1-2010 công chiếu lần đầu tiên. Bộ phim có độ dài 52 tập. Phim có một số nội dung không theo nguyên tác nên đã gây nhiều tranh cãi. Đạo diễn phim: Trình Lực Đống.
Nội dung phim cơ bản theo mạch nguyên tác, nhưng thêm nhiều chi tiết không có trong truyện. Nhiều nạn quan trọng như Hắc hùng tinh, các bồ tát thử lòng thầy trò Đường tăng, Bạch cốt tinh, Kim Ngân ngưu giác, Hồng hài nhi, Xa Trì quốc, Thông thiên hà,Độc giác đại vương,Tây lương nữ quốc, Tôn Ngộ Không thật giả, Hỏa Diệm sơn, Hoàng mi đại vương, Nhện tinh, Thanh sư - Bạch tượng - Đại bàng, Bạch thử tinh, Ngọc thố tinh có dàn dựng, nhưng bỏ qua nhiều nạn quan trọng khác như Ăn trộm nhân sâm, Ô Kê quốc, Cửu đầu trùng, Châu tử quốc, Tì Khâu quốc, Ngọc hoa châu... Nạn Hoàng Bào quái được thay thế bằng nạn Bạch cốt tinh kéo dài,nạn Hạnh tiên có dựng nhưng khi lên phim thì Đa mục quái được thay thế bằng Kim quang đạo trưởng.

## Diễn viên
1. Phí Chấn Tường - Tôn Ngộ Không
2. Trần Tư Hàn - Đường Tăng, Kim Thiền tử, Kim ô Tướng quân
3. Tạ Ninh - Trư Bát Giới
4. Mưu Phụng Bân - Sa Tăng
5. Trần Xung - Quan Âm Bồ Tát
6. Đường Quốc Cường - Ngọc Hoàng đại đế
7. Hàn Tuyết - Bạch Bằng phiên phiên, Bạch Cốt Tinh
8. Vương Lực Khả - Thanh Giao ma vương (thanh linh), Nữ nhi quốc quốc vương
9. Lưu Giai - Vương mẫu nương nương, phụ nhân
10. Phàn Chí Khởi - Thái Thượng Lão Quân
11. Châu Ngạn Phi - Như Lai Phật Tổ
12. Thi Vũ - Thái Bạch Kim Tinh
13. Quan Lễ Kiệt- Thác tháp Lý thiên vương
14. Tào Hi Văn - Cao Thúy Lan
15. Ấn Tiểu Thiên -Nhị Lang thần
16. Trần Đức Dung- Thiên Trúc công chúa, Ngọc thố tinh, Tố nga tiên tử
17. Hứa Hoàn Sơn - Bồ đề Lão tổ
18. Trình Lực Đống -Địa Tạng vương
19. Đổng Minh - Ngưu Ma Vương
20. Vu Na - Bạch mao thử tinh
21. Ngọ Mã - Kim Trì trưởng lão
22. Châu Vĩnh Đằng- Đường Thái Tông
23. Vương Soái - Tiểu Bạch Long
24. Tiểu Hắc (La Vĩnh Quyên) - Na Tra
25. Mễ Tử An (Lục Dục Hiệt)- Ngọc Thố tiên tử
26. Miêu Hải Trung - Thiên Bồng Nguyên soái
27. Lưu Oánh - Hằng Nga
28. Mạnh Ngạn Sâm - Hồng Hài Nhi
29. Vương Di - Ngọc Diện công chúa
30. Lưu Tư- Thiết Phiến công chúa
31. Hầu Kiệt - Diêm Vương
32. Phùng Tùng Tùng - Bọ cạp tinh
33. Vương Cương - Xa Trì quốc quốc vương
34. Hà Kiến Trạch - Văn Thiên Âm Vương Tử
35. Châu Thi Nhã - Nữ nhi quốc quốc sư.
36. Hàn Đống - Đa Mục Quái(Kim Quang đạo trưởng).
37. Bành Đan - Đại chu nữ.